# Templo de Santa Rita de Casia (Chihuahua)
El Templo de Santa Rita de Casia es un edificio religioso de culto católico ubicado en la Ciudad de Chihuahua, Chihuahua, México, que data de la época colonial; como su nombre lo indica, está dedicado a la italiana Santa Rita de Casia.

## Historia
El actual templo de Santa Rita es el cuarto recinto religioso en antigüedad en la ciudad, tras el Templo de San Francisco de Asís, la actual Catedral de Chihuahua y el antiguo templo de Colegio de Jesuitas —actualmente destruido—; fue originalmente proyectado y construido, en 1731, como la capilla privada de una hacienda y no como un templo público, carácter que sólo tuvo a partir de 1949.
Tras la fundación de lo que hoy es la ciudad de Chihuahua como el Real de Minas de San Francisco de Cuéllar el 12 de octubre de 1709, uno de los fundadores, el presbítero José García Valdez, adquirió para sí y su familia una hacienda de beneficio de metales en las inmediaciones de la población y junto a un arroyo denominado desde entonces como Arroyo de la Canoa; aunque oficialmente era propiedad de su hermano Antonio García Valdez —pues el como clérigo no podía tener concesiones mineras—, la Hacienda fue popularmente conocida como Hacienda del Cura, aun y cuando posteriormente pasaría a nuevos dueños: en 1718 fue adquirida por el general José de Orio y Zubiate y a su muerte pasó a su única hija, Nicolasa de Orio y Zubiate, casada sucesivamente con José de Aguirre y Juan José de Urrutia, quienes se encargaron de la administración de la hacienda y sobre todo el último, ampliaron considerablemente su extensión. 
En 1730, doña Nicolasa de Orio y Zubiate enfermó de gravedad y con ello dictó su testamento ante el escribano real de la Villa el 31 de marzo de dicho año, y en dicho documento fue donde mandó como parte de su última voluntad el edificar la capilla que es hoy el templo de Santa Rita en los siguientes términos:

[...] es mi voluntad se labre una capilla en la parte más cómoda de la vivienda de mi hacienda de sacar plata, que está a extramuros de esta Villa, que comúnmente llaman El Cura; su fábrica [sea] de adobe, su techo de viguetas, su vocación y título de Santa Rita [...] y sus gastos y costos de todo lo necesario se saquen del quinto de mis bienes. Que así es mi última y postrimera voluntad.

Cabe destacar que aunque era venerada como santa, en aquel momento Rita de Casia no tenía más que el carácter de beata, dado en 1627 por el papa Urbano VIII, no sería oficialmente canonizada hasta el 24 de mayo de 1900 por el papa León XIII. Doña Nicolasa de Orio y Zubiate recuperó la salud y no murió en aquella ocasión, sin embargo su voluntad fue cumplida y aun en vida la capilla fue construida y concluida en el mes de mayo de 1731, consagrándola el párroco de la villa de Chihuahua. Como se mencionaba su servicio original fue solo para dueños y trabajadores de la hacienda, pero poco a poco cada 22 de mayo, festividad de Santa Rita, fue siendo mayor el número de fieles que acudían, tanto así que en dicha fecha los dueños de la hacienda permitían la entrada de los vecinos y de dichos festejos tuvo origen la Feria de Santa Rita, que hasta la actualidad perdura como una las principales festividades de la ciudad de Chihuahua.
Posteriormente y ante dificultades económicas de las familias Zubiate y Urrutia, la antigua hacienda fue cambiando de dueños y perdiendo extensión, hasta que finalmente y posterior a la independencia de México, la hacienda quedó en manos del Ayuntamiento de Chihuahua que intentó rematarla en 1839 sin que hubiera postores, quedando prácticamente en ruinas, y fue arrendada a particulares, durante algún tiempo el ayuntamiento intentó establecer en la hacienda y capilla un hospital y hospicio sin que pudiera concretarse ninguno de ellos hasta que finalmente en 1856 y ante la promulgación de la Ley de Desamortización de los Bienes de Manos Muertas fue definitivamente adjudicada a Higinio Muñoz, quien la heredó posteriormente a su familia, parte del terreno de la hacienda fue vendido 1908 a un estadounidense de nombre A. F. Smith, quien construyó en dicho terreno las instalaciones de la YMCA en Chihuahua, como permanecen hasta hoy, finalmente en 1949 la familia Muñoz cedió el templo a la Arquidiócesis de Chihuahua, que lo abrió al culto público; su deterioro llevó a que se derrumbara parcialmente el 22 de septiembre de 1968, reconstruyéndose y siendo reabierto el 22 de mayo de 1973.

## Arquitectura

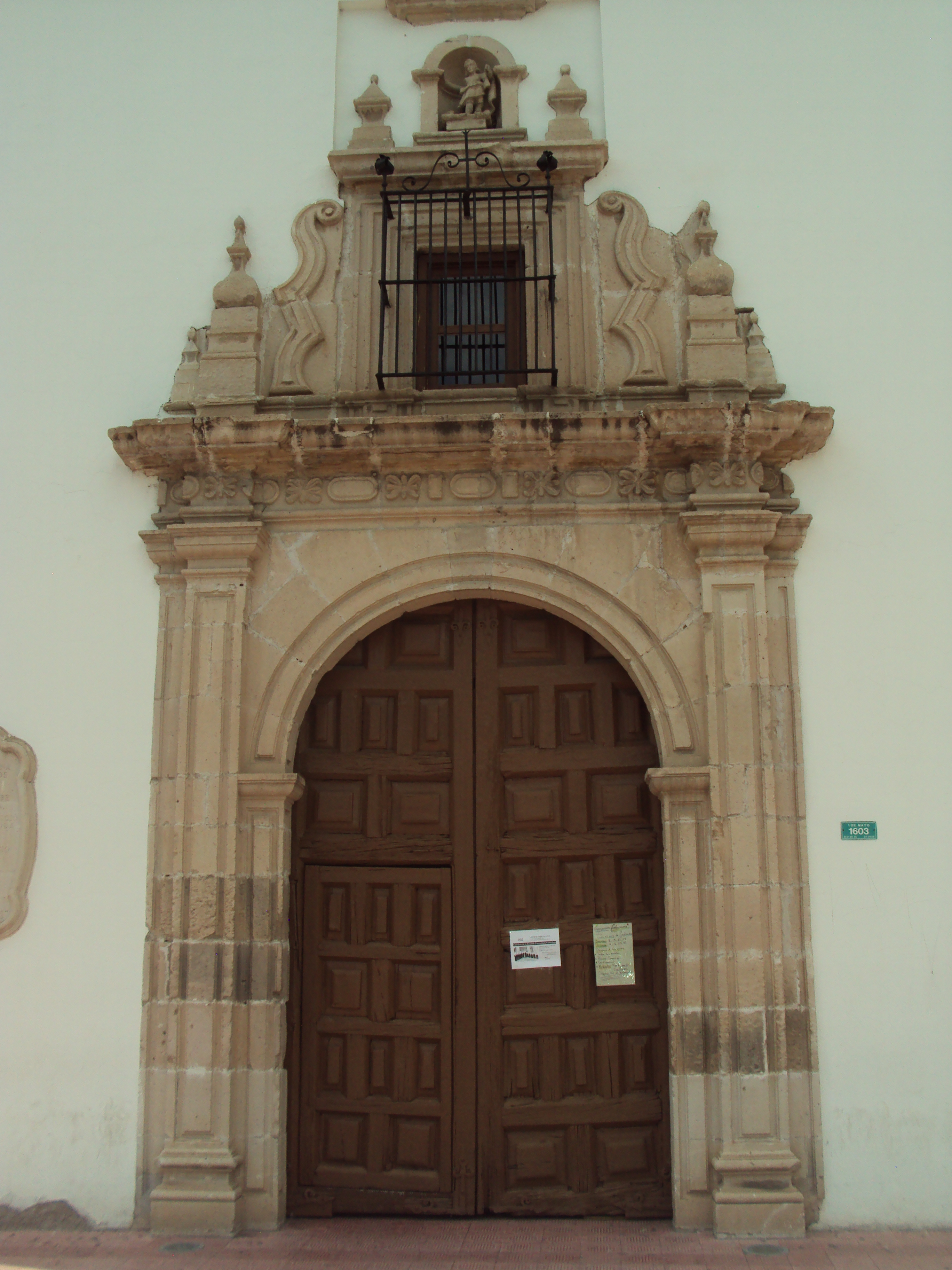
Portada del templo

De construcción sencilla como la mayoría de los templos coloniales del norte de México, su planta es de una sola nave y carece de cúpula, así como una sola torre cuadrada de dos cuerpos; su fachada está formada por una portada que enmarca la puerta principal y formada por un arco de medio punto rodeado de jambas de cantera y por una columna cuadrada de cada lado que sostienen una cornisa sobre el conjunto, sobre dicha cornisa se encuentra la ventana del coro rodeada por guirnaldas de cantera y remates piramidales, la ventana se encuentra cerrada por una reja de hierro forjado y coronada la portada por un nicho que guarda la imagen de un santo que ha perdido su brazo derecho. Finalmente toda la fachada es rematada por un frontón triangular rodeado de molduras de cantera. La torre está formada por dos cuerpos de planta cuadrangular, con una luz en cada uno de sus lados formada por un arco de medio punto y rematada por una cúpula piramidal coronada por una cruz de cantera.
El interior es sumamente sobrio, la nave tiene dos ventanas de cada uno de sus lados y en el ábside se encuentra el presbiterio, en la actualidad no existe retablo alguno, solo en la cabera un nicho de cantera alberga la imagen de Santa Rita y cada uno de sus lados nichos más pequeños alberga un crucifijo y la imagen de la Inmaculada Concepción. Sobre la pared izquierda de la nave y casi a la entrada del templo se encuentra una lápida de cantera con dos pequeñas pinturas al fresco, a ambos lados de la nave se encuentran imágenes del vía crucis en cantera de factura moderna y finalmente en la cabecera se encuentra el coro, con una barandilla de madera labrada.

## Galería

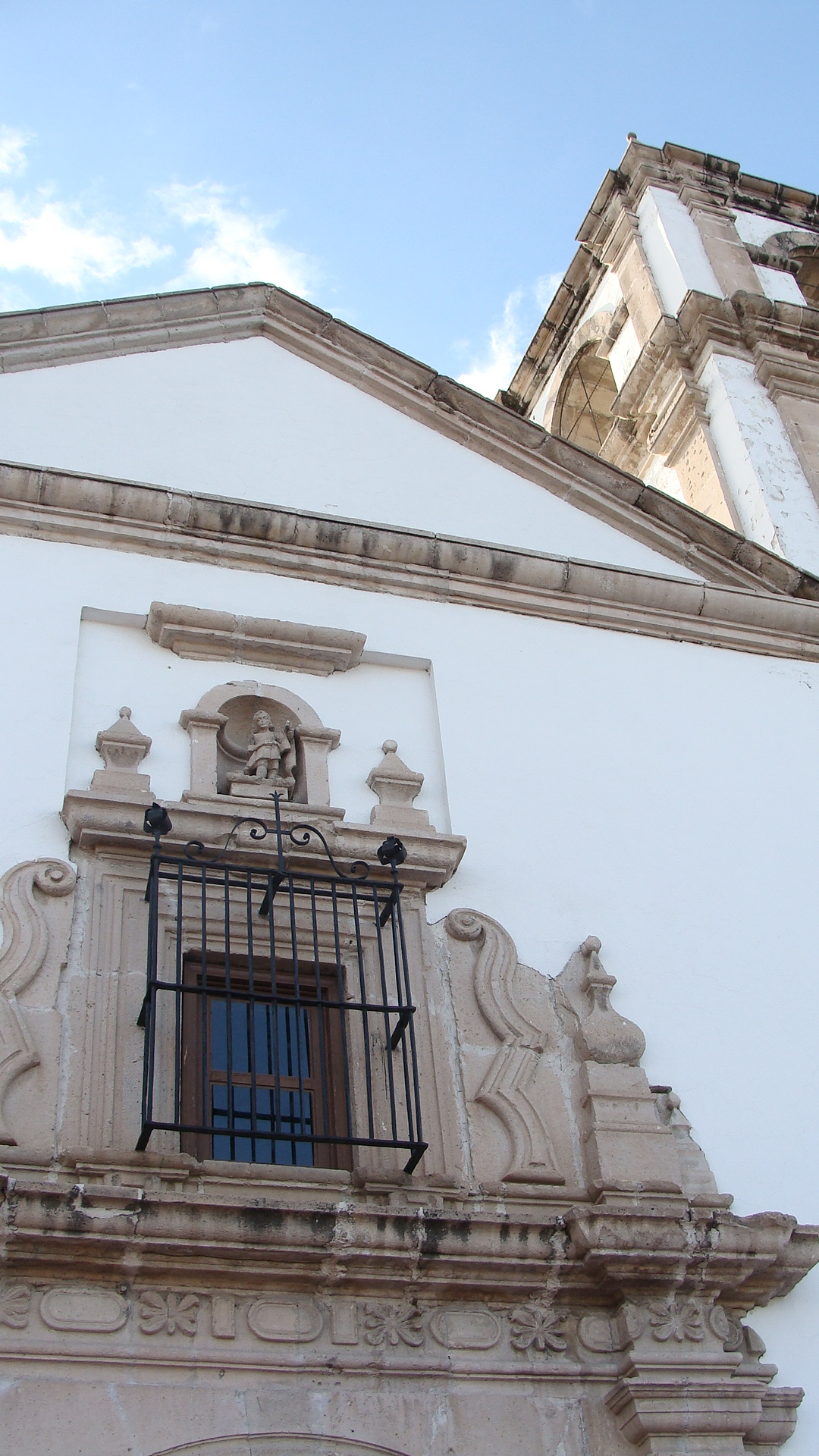
Detalle de la portada
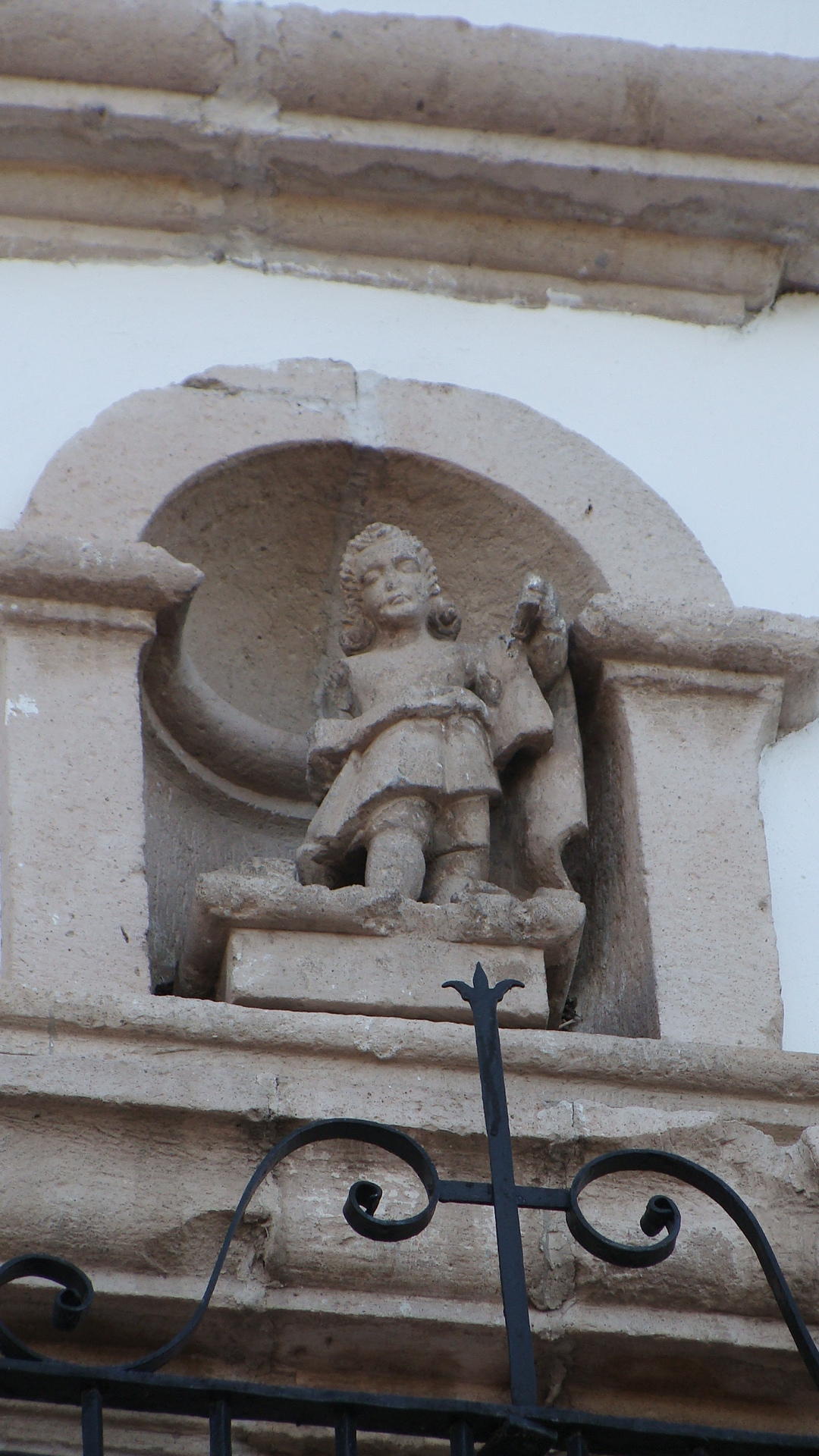
Detalle del nicho
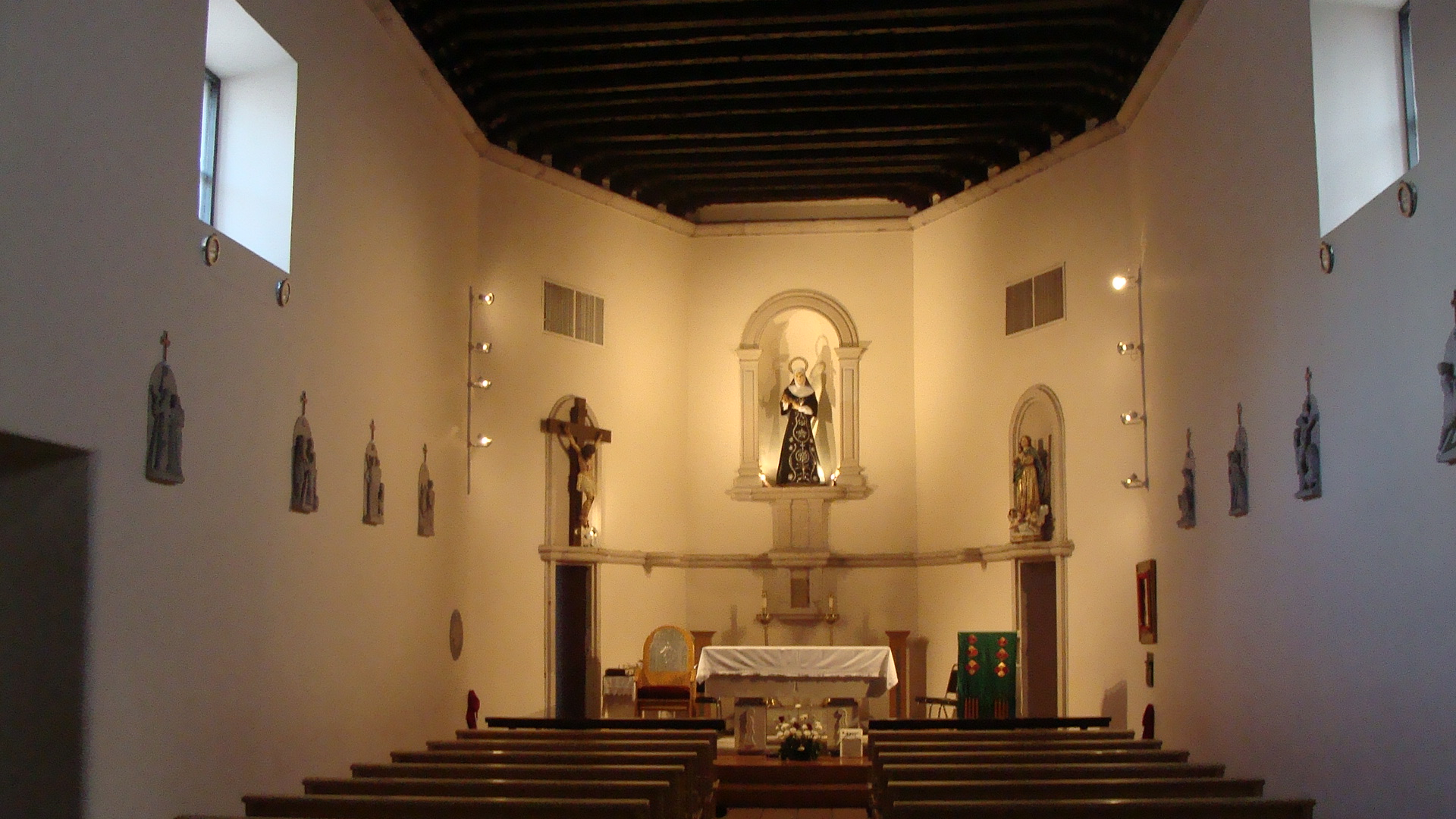
Nave y presbiterio
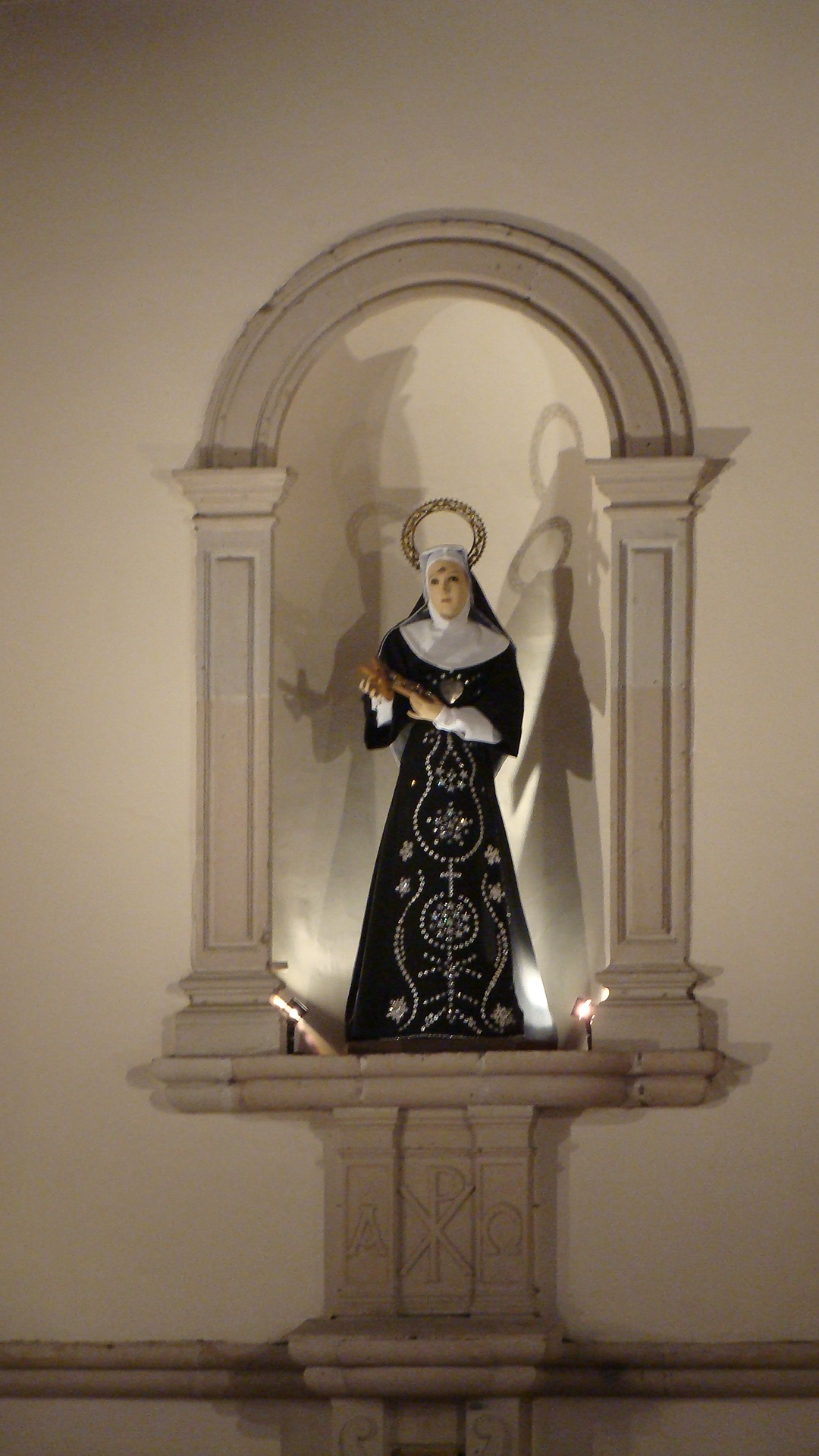
Imagen de Santa Rita